# Na Spáleništi
Na Spáleništi je přírodní památka asi dva kilometry od Třeskonic v okrese Louny. Chráněné území s rozlohou 1,597 ha bylo vyhlášeno 14. srpna 2012. Důvodem jeho zřízení je ochrana střevíčníku pantoflíčku (Cypripedium calceolus) a jeho biotopu, pro který byla vyhlášena evropsky významná lokalita Na Spáleništi.